# Callyspongia aerizusa
Espèce
Callyspongia aerizusa est une espèce d'éponges de la famille des Callyspongiidae.

## Systématique
L'espèce Callyspongia aerizusa est décrite en 1984 par Ruth Desqueyroux-Faúndez. Elle est placée dans le sous-genre Callyspongia (Cladochalina).